# Lucjan Trela
Lucjan Trela (* 25. Juni 1942 in Turbia bei Stalowa Wola; † 12. Februar 2019) war ein polnischer Boxer.

## Werdegang
Lucjan Trela begann 1958 bei Stali Stalowa Wola mit dem Boxen. Sein erster Trainer war Ludwik Algierd. Der untersetzte Sportler wog als Senior bei einer Größe von nur 1,72 Metern meist zwischen 86 kg und 88 kg. Er startete deshalb in seiner ganzen Laufbahn immer im Schwergewicht, war in dieser Gewichtsklasse aber meistens der kleinste und einer der leichtesten Boxer. Er musste vor allen Dingen immer die größere Reichweite seiner Gegner überwinden, was ihm durch sein Kämpferherz auch oft gelang.
1960 wurde Lucjan Trela polnischer Juniorenmeister im Schwergewicht. Auch in den Jahren von 1961 bis 1965 gelang es ihm meist, sich bei der polnischen Meisterschaft im Vorderfeld zu platzieren. 1962,  1965, 1974 und 1975 belegte er jeweils den 3. Platz. Im Jahre 1966 wurde er durch einen Punktsieg über Zbigniew Gugniewicz erstmals polnischer Meister im Schwergewicht. Diesen Titelgewinn wiederholte er in den Jahren 1967, 1968, 1970 und 1971 mit Siegen gegen Tadeusz Kubacki, Ludwik Denderys (2-mal) und Janusz Gerlecki.
Der legendäre polnische Nationaltrainer Feliks Stamm setzte Lucjan Trela auch bei drei internationalen Meisterschaften ein. 1967 startete er bei der Europameisterschaft in Rom und verlor dort nach einem Sieg über Dennis Avoth aus Wales durch Abbruch in der 3. Runde gegen den späteren Europameister Mario Baruzzi aus Italien nach Punkten. Er kam dadurch gemeinsam mit drei weiteren Boxern auf den 5. Platz.
1968 wurde er auch bei den Olympischen Spielen in Mexiko-Stadt eingesetzt. Er traf dort in der Vorrunde auf George Foreman aus den Vereinigten Staaten. Foreman war mit einer Größe von 1,92 Metern um 20 cm größer als Lucjan Trela und wog ca. 15 kg mehr. Trotzdem gelang es Trela, Foreman während des ganzen Kampfes durch seine Wendigkeit zu beschäftigen, er ließ sich kaum einmal von den dessen harten Schlägen treffen. Das Kampfgericht gab schließlich Foreman den Punktsieg, der aber mit 4:1 Richterstimmen nicht einstimmig ausfiel.
Im Jahre 1973 wurde Lucjan Trela dann noch einmal bei der Europameisterschaft in Belgrad eingesetzt. Er siegte dort im Achtelfinale über Hennie Toonen aus den Niederlanden nach Punkten, unterlag aber im Viertelfinale gegen den Deutschen "Riesen" Peter Hussing klar nach Punkten. Er kam damit noch einmal auf den 5. Platz.
Lucjan Trela vertrat Polen auch häufig in den damals sehr beliebten Länderkämpfen. Er siegte dabei u. a. zweimal über den am Anfang seiner Karriere stehenden Peter Hussing nach Punkten. Er gewann aber auch über die sehr guten Boxer Dieter Limant, Karl Degenhardt, Bernd Anders, Jürgen Fanghänel und Jürgen Schlegel aus der DDR und Ion Alexe aus Rumänien. Niederlagen musste er u. a. von Horst Koschemann und Dieter Renz aus der Bundesrepublik Deutschland hinnehmen.
Lucjan Trela beendete seine Karriere als Boxer 1976. Er hatte insgesamt 275 Kämpfe bestritten, davon 220 gewonnen, 44 verloren und elfmal unentschieden geboxt.
Bis 2013 arbeitete er für ein symbolisches Gehalt von 1000 Zloty (250 Euro) als Trainer in dem von ihm mitbegründeten Warschauer Boxclub Feniks. Seitdem lebte er, wie die polnische Sportpresse befand, "vergessen und in Armut".

## Internationale Erfolge
(OS = Olympische Spiele, EM = Europameisterschaft, S = Schwergewicht, damals über 81 kg Körpergewicht)
- 1967, 5. Platz, EM in Rom, S, hinter Mario Baruzzi, Italien, Peter Boddington, England, Kiril Pandow, Bulgarien u. Jürgen Schlegel, DDR;
- 1968, 17. Platz, OS in Mexiko-Stadt, S, Sieger: George Foreman, USA vor Jonas Čepulis, UdSSR, Giorgio Bambini, Italien u. Joaquin Rocha, Mexiko;
- 1973, 5. Platz, EM in Belgrad, S, hinter Wiktor Uljanitsch, UdSSR, Peter Hussing, BRD, Ion Alexe, Rumänien u. Atanas Suwandschijew, Bulgarien

## Polnische Meisterschaften
(Endkämpfe mit Lucjan Trela)
- 1966, S, Punktsieger über Zbigniew Gugniewicz,
- 1967, S, Punktsieger über Tadeusz Kubacki,
- 1968, S, Punktsieger über Ludwik Denderys,
- 1970, S, Punktsieger über Ludwik Denderys,
- 1971, S, Punktsieger über Janusz Gerlecki,
- 1973, S, Punktniederlage gegen Janusz Gerlecki

## Länderkämpfe
- 1966 in Berlin (Ost), DDR gegen Polen, S, Disq.-Niederlage gegen Bernd Anders,
- 1966 in Dessau, DDR B gegen Polen, Punktsieger über Karl Degenhardt,
- 1966 in Warschau, Polen gegen Bulgarien, S, Punktniederlage gegen Kiril Pandow,
- 1967 in Glasgow, Schottland gegen Polen, S, techn.-KO-Sieger 2. Runde über Robert Clayton,
- 1967 in Kiel, BRD gegen Polen, S, Punktniederlage gegen Dieter Renz,
- 1967 in Rosenheim, BRD gegen Polen, S, Punktsieger über Peter Hussing,
- 1967 in Warschau, Polen gegen DDR, S, techn.-KO-Sieger 1. Runde über Jürgen Schlegel,
- 1970 in Warschau, Polen gegen DDR, S, Punktsieger über Dieter Limant,
- 1970 in Köln, BRD gegen Polen, S, Punktsieger über Peter Hussing,
- 1970 in Augsburg, BRD gegen Polen, S, Punktniederlage gegen Horst Koschemann,
- 1971 in Wrocław, Polen gegen BRD, S, Punktniederlage gegen Peter Hussing,
- 1971 in Warschau, Polen gegen England, S, tech.-KO-Sieger 2. Runde über Dave McCann,
- 1971 in Potsdam, DDR gegen Polen, S, Punktsieger über Bernd Anders,
- 1971 in Opole, Polen gegen Rumänien, S, Punktsieger über Ion Alexe,
- 1973 in West Paterson/USA, USA gegen Polen, S, Punktniederlage gegen Nick Wells,
- 1973 in Berlin (Ost), DDR gegen Polen, S, Punktsieger über Jürgen Fanghänel,
- 1974 in Lodz, Polen gegen Jugoslawien, S, Punktniederlage gegen Nenad Metejcic